# Hot Coffee

O Hot Coffee trata-se de uma modificação lançada em junho de 2005 para o jogo Grand Theft Auto: San Andreas, que permitia o destravamento de um conteúdo sexualmente explícito originalmente oculto no título.

"Hot Coffee" é um nome não oficial para um minijogo de Grand Theft Auto: San Andreas, um jogo eletrônico de ação-aventura de 2004 desenvolvido pela Rockstar North e publicado pela Rockstar Games. O minijogo não pode ser jogado por meios normais; o jogo deve ser modificado para acessá-lo. Quando ativado, o "Hot Coffee" permite que o jogador, como o protagonista Carl "CJ" Johnson, tenha relações sexuais interativas e animadas com uma namorada no jogo.
"Hot Coffee" foi incluído em San Andreas como parte da visão inovadora que o presidente da Rockstar, Sam Houser, teve para os jogos da série Grand Theft Auto. Antes da conclusão do desenvolvimento, a diretora de operações da Rockstar, Jennifer Kolbe, alertou a Houser que o conteúdo sexual explícito provavelmente traria avaliações restritivas dos conselhos de classificação, prejudicando as vendas nas lojas. "Hot Coffee" não pôde ser totalmente removido, então o conteúdo foi escondido dos jogadores usando cutscenes. Os mineradores de dados descobriram evidências de conteúdo sexual explícito depois que San Andreas foi lançado para PlayStation 2 em 2004, e confirmaram sua existência quando a versão para Microsoft Windows foi lançada em 7 de junho de 2005; o modder Patrick Wildenborg lançou um patch para desbloquear o minijogo dois dias depois.
Enquanto os jogadores achavam o "Hot Coffee" engraçado, isso levou San Andreas a se envolver em uma extensiva polêmica. Um mês após o lançamento do patch, a Entertainment Software Rating Board (ESRB), dos Estados Unidos, e a Office of Film and Literature Classification (OFLC), da Austrália, reavaliaram a classificação de conteúdo de San Andreas. A ESRB alterou o rótulo do jogo para "Adults Only" (AO) — somente para adultos —, fazendo com que muitos varejistas o retirassem da venda, enquanto que a OFLC emitiu uma classificação recusada, banindo o jogo na Austrália. A Rockstar fez um patch de todas as cópias de varejo de San Andreas, lançou uma nova versão que bloqueava o acesso ao "Hot Coffee" no final de 2005, e lançou um patch para os proprietários existentes para impedir o acesso. O código-fonte do "Hot Coffee" permanece em todas as versões de San Andreas, mas exige mais esforço para ser restaurado devido à falta de modelos e animações.
"Hot Coffee" levantou preocupações de legisladores relacionados às classificações obrigatórias do jogo, e vários processos civis foram iniciados contra a Rockstar. A empresa-mãe da Rockstar, Take-Two Interactive, já estava sob investigação pela Comissão de Valores Mobiliários dos Estados Unidos (SEC) em relação ao comércio de informações privilegiadas, e as ações da legisladora devido ao "Hot Coffee" desencadearam uma investigação separada pela Federal Trade Commission. Esses eventos levaram a Take-Two a perder mais de 163 milhões de dólares em 2006 e fez com que os acionistas demitissem o fundador e presidente da empresa, Ryan Brant, e o substituíssem por Strauss Zelnick.

## Jogabilidade

Uma captura de tela do minijogo "Hot Coffee", mostrando CJ durante uma relação sexual com uma de suas namoradas.

Em Grand Theft Auto: San Andreas, o jogador, como o protagonista Carl "CJ" Johnson, progride no jogo de ação-aventura por meio de uma série de missões baseadas em uma história. Entre as missões, o jogador pode se envolver em uma série de atividades paralelas para ganhar dinheiro no jogo, recompensas ou para aumentar os atributos de Carl. CJ pode namorar até seis namoradas, realizando várias "missões de encontro" para melhorar seu relacionamento com uma determinada mulher. Se o relacionamento de CJ ficar forte o suficiente com uma dessas mulheres, elas o convidarão para "tomar um café" em sua casa (gíria para relações sexuais). Isso, no jogo não modificado, é mostrado como uma cutscene do exterior da casa em que o personagem está com sons abafados de atividade sexual. Conseguir isso recompensa o jogador com benefícios relacionados àquela mulher; por exemplo, chegar a este ponto com sucesso com uma enfermeira permite que o jogador cure CJ em qualquer hospital gratuitamente.
Se o jogo for alterado através do uso da modificação (mod) "Hot Coffee", ao invés da cutscene, o jogador pode acessar um minijogo no qual testemunha uma relação sexual rude e intrincada, podendo controlar as ações de CJ. Enquanto CJ e a namorada estão vestidos, os movimentos de ambos os personagens e as ações que o jogador pode fazer com que CJ execute são atividades sexuais, como CJ espancar a namorada. Durante o minijogo, o jogador precisa pressionar ritmicamente um botão para aumentar uma barra de "Excitação" e obter sucesso.

## Desenvolvimento
Grand Theft Auto é uma série de jogos eletrônicos de ação-aventura com missões baseadas em uma história em um mundo aberto, seguindo um ou mais personagens envolvidos em atividades relacionadas ao crime. Grand Theft Auto III, lançado em 2001, redefiniu a abordagem da série e se tornou um dos jogos mais vendidos da época, e seu sucessor Grand Theft Auto: Vice City, de 2002, foi igualmente bem-sucedido. Ambos os jogos atraíram críticas dos pais e grupos semelhantes pelos níveis de violência e linguagem dentro do jogo. Ambos foram classificados como títulos adultos em vários sistemas de classificação de conteúdo, como a Entertainment Software Ratings Board (ESRB) dos Estados Unidos, e ainda podiam ser vendidos em lojas na maioria dos países. O presidente da Rockstar, Sam Houser, afirmou que a violência foi justificada, pois esses jogos foram feitos como comentários sobre os períodos de tempo e locais desses jogos.

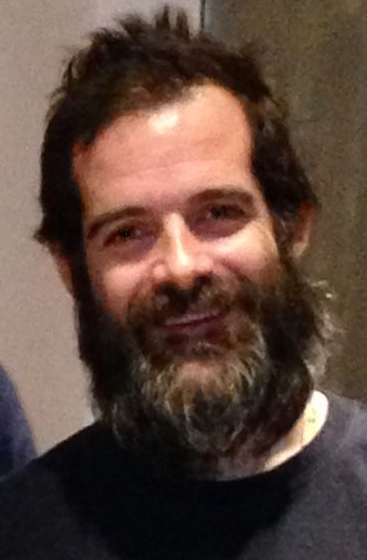
O presidente da Rockstar, Sam Houser, foi o principal idealizador do conteúdo sexualmente explícito de San Andreas.

No planejamento para o próximo título, Grand Theft Auto: San Andreas, Houser declarou em e-mails internos que gostaria de vê-los empurrar a barra no conteúdo do jogo incluindo conteúdo sexualmente explícito com cutscenes e minijogos mostrando atos sexuais. Ele já havia pedido que os desenvolvedores da Rockstar North incluíssem alguns desses elementos conforme o jogo se aproximava dos estágios finais de desenvolvimento. Houser afirmou em um e-mail que "Em [GTA: San Andreas] fazemos questão de incluir novas funcionalidades e interações alinhadas com a 'vibe' do jogo. Para isso, além da violência e linguagem imprópria, queremos incluir conteúdo sexual, que entendo ser questionável para certas pessoas, mas bastante natural (mais do que a violência), quando você pensa sobre isso e considera o fato de que o jogo é destinado a adultos." Houser viu que essa incorporação de sexo na série era uma progressão natural, embora esse tipo de conteúdo em jogos eletrônicos geralmente tivesse sido evitado, apesar de outras mídias destinadas a adultos frequentemente incluí-lo: "Sei que esta é uma área complicada, mas quero encontrar uma maneira de fazer isso funcionar."
A diretora de operações da Rockstar, Jennifer Kolbe, alertou a Houser que a inclusão dessas cenas sexualmente explícitas provavelmente forçaria grupos de classificação de conteúdo, como a ESRB, a classificarem San Andreas como um título exclusivo para adultos. Essa classificação proibiria ou restringiria sua venda em alguns países, enquanto os varejistas na maioria dos outros provavelmente não o venderiam; qualquer um dos resultados prejudicaria significativamente as vendas. Houser concedeu e escreveu neste e-mail: "Exibições gráficas de sexo não podem ser mostradas em um jogo classificado para adultos [...] As cenas de sexo que estão em San Andreas atualmente serão consideradas gráficas." Kolbe revisou o estado atual do jogo e o que precisava ser cortado para garantir que o título não fosse classificado como exclusivo para adultos, o que era muito mais do que Houser esperava; ele disse: "Os cortes estão por toda parte. Não parece que estamos ultrapassando nenhum limite agora. Por que se preocupar? Eu realmente, realmente não quero mudar essas coisas. Parece TÃO errado a mando do psicótico, mórmon [sic], varejistas capitalistas." A lista de material a ser cortado também incluía conteúdo que havia sido incorporado ao jogo e que seria difícil de remover em tão pouco tempo sem potencialmente quebrar outras partes do jogo. Para essas partes, os desenvolvedores encontraram uma maneira de esconder o conteúdo sexual por trás de outro conteúdo que de outra forma seria mostrado ao jogador, sem ter que reescrever outras partes do código do jogo a fim de garantir que o título tivesse sua data de lançamento prevista.

## Descoberta
Depois que San Andreas foi lançado para PlayStation 2 em outubro de 2004, os modders começaram a minerar os dados do jogo. Os jogos anteriores da série Grand Theft Auto tiveram uma série de easter eggs e segredos, e os modders começaram a pesquisar arquivos e criar mods para ajudar a localizá-los e trainers para tornar os jogos mais fáceis para outros jogadores. Um grupo de mod, que incluía Patrick Wildenborg, começou a avaliar os arquivos da versão de PlayStation 2 de San Andreas em antecipação à preparação dos mods para o lançamento para Microsoft Windows em junho de 2005. O grupo encontrou referências a animações e arquivos de script relacionados a atos sexuais; embora não pudessem totalmente visualizar isso na versão para PlayStation 2, eles reconheceram que essas animações eram claramente de atos sexuais. Eles decidiram revisitá-los quando a versão para Windows fosse lançada, já que, com sua experiência anterior, essa versão seria mais fácil de trabalhar. O grupo optou por não falar sobre sua descoberta até que pudessem confirmar com o lançamento do jogo para Windows.
Entre o lançamento original do jogo para PlayStation 2 e o lançamento para Windows, Houser escreveu em e-mails internos se eles poderiam empurrar mais conteúdo sexual para o lançamento para Windows, incluindo a possibilidade de uma versão separada somente para adultos que incluía todo o material sexual oculto e anteriormente planejado. Após debates internos, eles optaram por ir com os planos de lançar um patch exclusivo para adultos que desbloquearia o conteúdo que eles ocultaram, com a versão para Windows sendo enviada efetivamente no mesmo estado da versão para PlayStation 2 para que esse patch funcionasse. A versão para Windows de San Andreas foi lançada em 7 de junho de 2005; naquele mesmo dia, o grupo de mod de Wildenborg adquiriu suas cópias do jogo e confirmou suas suposições de conteúdo sexual. Eles também descobriram como desbloquear o minijogo de relações sexuais.
Wildenborg criou um arquivo de patch chamado "Hot Coffee" (em português: "Café Quente"; com o nome fazendo referência ao fato das namoradas do protagonista o convidarem para "tomar um café" após um encontro) e o lançou na internet através do site GTAGarage.com (o principal site de mods de Grand Theft Auto na época) dois dias depois do lançamento de San Andreas, em 9 de junho de 2005. De acordo com Wildenborg, o patch "Hot Coffee" foi baixado mais de um milhão de vezes nas primeiras quatro semanas de lançamento. A maioria dos jogadores de Grand Theft Auto achou o minijogo "hilário", e a mídia de jogos cobriu o patch de forma positiva, em vez de chocada.

### Avaliação do produto e reemissão
Em 8 de julho de 2005, a ESRB anunciou que estava ciente e abrindo uma investigação sobre as circunstâncias em torno do "Hot Coffee". A investigação examinou "se o mod desbloqueia um código preexistente ... ou é realmente uma criação puramente de terceiros." A Office of Film and Literature Classification (OFLC) da Austrália também abriu uma investigação sobre o jogo. As avaliações de classificação pela ESRB e OFLC chamaram a atenção da mídia convencional para o "Hot Coffee", com Wildenborg como um ponto focal desde que ele lançou o mod. Por causa de equívocos da mídia sobre como o mod funcionava, Wildenborg esclareceu que as cenas de sexo só eram acessíveis modificando o código e não estavam imediatamente disponíveis na versão de varejo do título, que ele alegou que a Rockstar agradeceu o esclarecimento. A Rockstar afirmou que não era responsável pelo mod "Hot Coffee", alegando que "hackers criaram a modificação Hot Coffee desmontando e combinando, recompilando e alterando o código-fonte do jogo."
A ESRB anunciou em 20 de julho de 2005 que estava mudando a classificação de Grand Theft Auto: San Andreas de "Mature" (M) — acima de 17 anos — para "Adults Only" (AO) — somente para adultos —, tornando-o o primeiro e único jogo da série Grand Theft Auto e o único jogo lançado em massa na América do Norte a receber uma classificação "AO". Grandes varejistas, incluindo a GameStop, Sears, Hudson's Bay Company, Zellers, Hollywood Video, Blockbuster, Wal-Mart, Target, Best Buy e Electronics Boutique retiraram o jogo das lojas com a classificação "AO". A OFLC revogou a classificação original de San Andreas de "MA15+" em 29 de julho de 2005 e, em vez disso, deu-lhe uma "Classificação de Recusado", que, segundo a lei australiana, proibia qualquer venda de varejo do jogo no país. A Rockstar declarou que descontinuaria a fabricação da versão atual do jogo, recuperaria as cópias existentes e produziria uma nova versão que não incluiria o conteúdo desbloqueado pelo mod "Hot Coffee". O retalho do produto foi estimado em 24 milhões de dólares para a Rockstar. A empresa lançou um patch em agosto de 2005 chamado "Cold Coffee" (em português: "Café Frio") para os proprietários existentes do jogo que desabilitou o acesso às cenas do "Hot Coffee" mesmo com o uso do mod. No quarto trimestre de 2005, a Rockstar havia relançado novas versões de varejo do jogo que também bloqueavam qualquer acesso às cenas do "Hot Coffee", restaurando a classificação "M" original da ESRB e a classificação "MA15+" da OFLC.
Ainda é possível desbloquear o minijogo "Hot Coffee" através de mods para a nova versão, mas de acordo com Wildenborg, é preciso muito mais esforço para criar o patch necessário. Um minerador de dados citado pela Eurogamer explicou que o código-fonte do "Hot Coffee" ainda está presente em todos os relançamentos de San Andreas, mas os modelos e animações necessários foram removidos, tornando o minijogo impossível de ser jogado por meios normais.

### Ação federal e legal

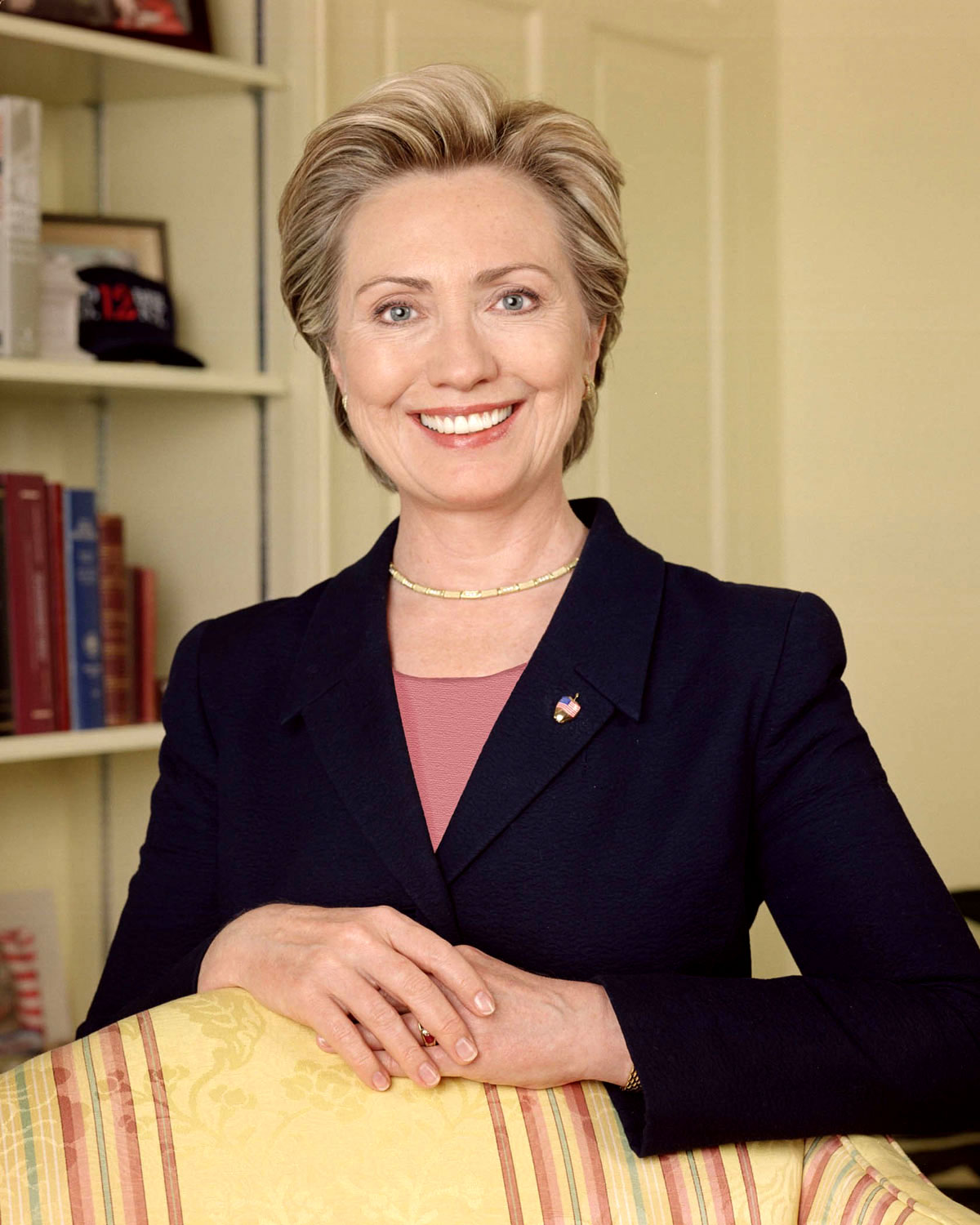
A então senadora dos Estados Unidos, Hillary Clinton, participou da polêmica do "Hot Coffee" e sugeriu a aplicação de novas regras federais para a distribuição de jogos eletrônicos no país.

Depois que a ESRB anunciou sua investigação sobre a reclassificação de San Andreas em julho de 2005, a senadora americana Hillary Clinton sugeriu que novos regulamentos fossem colocados nas vendas de jogos eletrônicos. O Congresso aprovou uma resolução para que a Federal Trade Commission (FTC) investigasse se a Rockstar intencionalmente prejudicou a ESRB ao incluir o conteúdo no jogo. Em dezembro de 2005, os senadores Joe Lieberman, Evan Bayh e Clinton introduziram a Lei de Proteção ao Entretenimento Familiar, que exigia uma aplicação federal do sistema de classificação da ESRB para proteger as crianças de conteúdo impróprio. O projeto de lei expirou no final do 109º Congresso. O papel de Hilary Clinton na polêmica mais tarde seria satirizado pela Rockstar no próximo título principal da série, Grand Theft Auto IV, onde uma paródia da Estátua da Liberdade chamada de "Estátua da Felicidade" tem uma forte semelhança com Clinton, também substituindo a tocha com uma xícara de café fumegante em referência à controvérsia do mod "Hot Coffee".
A Rockstar, a Take-Two Interactive e a FTC anunciaram que chegaram a um acordo em 8 de junho de 2006. Como parte do acordo, a Rockstar e a Take-Two foram obrigadas a "divulgar de forma clara e proeminente na embalagem do produto e em qualquer promoção ou anúncio de jogos eletrônicos, conteúdo relevante para a classificação, a menos que esse conteúdo tenha sido divulgado o suficiente em apresentações anteriores à autoridade de classificação." Se as empresas violarem o acordo, elas serão responsáveis pelo pagamento de 11 mil dólares em penalidades civis.

### Ações coletivas civis
Em Nova Iorque, uma ação coletiva foi movida por Florence Cohen, uma avó de 85 anos que comprou o jogo para seu neto de 14 anos (de acordo com a classificação anterior de "M", o jogo é considerado impróprio para esta idade). O processo de Cohen alegou que a Rockstar Games e a Take-Two, a distribuidora do jogo, eram culpadas de engano, propaganda enganosa, fraude e abuso. A acusação de engano foi baseada na mudança na classificação de "M" para "AO", o que significa de acordo com a ação judicial que a classificação original era uma prática enganosa.
Em 2006, advogados moveram várias ações coletivas alegando fraude ao consumidor cometida pela Take-Two. Em dezembro de 2007, foi alcançado um acordo para o litígio. Em 2008, Ted Frank apresentou uma objeção ao acordo alegando que a resolução buscava 1 milhão de dólares para os honorários advocatícios, mas o pagamento total aos membros da classe foi inferior a 27 mil dólares. Uma audiência já estava marcada para 25 de junho de 2008. Frank disse anteriormente à GamePolitics que os processos não tinham mérito e eram extorsivos. Como parte do acordo, a Take-Two teve que pagar um prêmio cy-près de 873 mil dólares à Associação Nacional de Pais e Professores e ao ESRB. Em 25 de junho de 2008, menos de 2.700 reclamantes responderam ao acordo, pelo que os advogados do reclamante expressaram decepção. Frank expressou que esta era mais uma prova de que o caso não tinha mérito.
Em 27 de janeiro de 2006, a cidade de Los Angeles entrou com um processo contra a Take-Two Interactive, a distribuidora do jogo, acusando a empresa de não divulgar o conteúdo sexual do jogo.
Em 1º de setembro de 2009, a Take-Two concordou em entrar em acordo com uma ação coletiva de valores mobiliários relacionada à controvérsia sobre o jogo e alegações retroativas de pouco mais de 20 milhões de dólares.

## Impacto
A revelação do minijogo gerou uma grande controvérsia em torno do já polêmico Grand Theft Auto: San Andreas, com alguns políticos disparando palavras duras contra a desenvolvedora do jogo e a Entertainment Software Rating Board (ESRB), a organização que estabelece classificações de conteúdo para jogos eletrônicos na América do Norte. Também reacendeu o debate sobre a influência dos jogos eletrônicos no geral, com novos protestos contra vários outros jogos, como Killer 7, The Sims 2 e Bully. Um grupo de protesto conhecido como Peaceholics organizou um protesto em 4 de agosto de 2005, na sede da Rockstar. O grupo protestou contra o San Andreas e também contra o então futuro jogo Bully, este último devido ao temor de que o conteúdo pudesse inspirar as crianças a se tornarem valentões.
A controvérsia do mod "Hot Coffee" ocorreu na mesma época em que a liderança da Take-Two estava sendo investigada pela Comissão de Valores Mobiliários dos Estados Unidos (SEC) sob acusações de negociação interna que envolvia o fundador e atual presidente da Take-Two, Ryan Brant (filho de Peter Brant). No mesmo dia do lançamento do patch "Hot Coffee", em 9 de junho de 2005, a Take Two foi multada em 7,5 milhões de dólares pela SEC. A empresa havia perdido 163,3 milhões de dólares em 2006 como resultado combinado dessas questões. Um grupo de acionistas da Take-Two trabalhou em conjunto para arranjar uma compra da participação majoritária da empresa, destituindo Brant e nomeando o acionista Strauss Zelnick como o novo CEO.
A cena de modificações em torno da série Grand Theft Auto e outros jogos foi impactada pela atenção negativa dos grupos de classificação e da mídia. Embora a Rockstar inicialmente tenha culpado os modders por adicionarem o material "Hot Coffee", mas depois recuou quando foi mostrado que o material foi enviado oficialmente com o jogo, isso criou a impressão de que os modders poderiam introduzir conteúdo indesejável em um jogo lançado. A ESRB começou a incorporar linguagem em suas políticas de revisão para desenvolvedoras e publicadoras para considerar o impacto dos modders nas classificações de um jogo e para evitar a inclusão de conteúdo que poderia ser revelado da mesma maneira que o Hot Coffee foi. O próprio mod "Hot Coffee" foi retirado voluntariamente do GTAGarage.com assim que a controvérsia começou a acender, mas isso deixou outros modders com medo de se tornarem alvos legais ou de mídia para os mods, de acordo com Wildenborg, e criar um efeito assustador na comunidade de modificações no ano seguinte.
Em 2006, a ESRB reclassificou o jogo The Elder Scrolls IV: Oblivion de "Teen" (T) — acima de 13 anos — para "Mature" (M) — acima de 17 anos — depois que foi descoberto, através de um mod, que o jogo incluía recursos de arte com nudez e imagens violentas. Isso levou o Congresso a convocar a ESRB para testemunhar sobre questões relacionadas à forma como revia os jogos eletrônicos, e a ESRB a implementar mudanças em suas políticas, de modo que se a publicadora do jogo não revelasse a extensão do conteúdo de um jogo enviado e fosse mais tarde descobertos por meios semelhantes, eles poderiam estar sujeitos a uma multa de até 1 milhão de dólares. O senador Sam Brownback introduziu o projeto de lei Truth in Video Game Rating Act em 2006 após essas audiências que teriam feito com que a ESRB obrigasse a revisar todas as partes de um jogo, bem como ter a FTC supervisionando as definições de classificações e a Government Accountability Office supervisionando a ESRB. Esta lei não chegou ao plenário do Senado para votação.
O coescritor de San Andreas, Dan Houser, comentou sobre a ocorrência do "Hot Coffee" em 2012, dizendo: "Nunca sentimos que estávamos sendo atacados pelo conteúdo, estávamos sendo atacados pelo meio, o que parecia um pouco injusto. Se tudo isso tivesse sido colocado em um livro ou filme, as pessoas nem piscariam ". Grand Theft Auto V, lançado em 2013, apresentou várias animações sexuais quando o personagem jogável aluga uma prostituta; isso foi justaposto ao escândalo do "Hot Coffee".
Um usuário recriou uma modificação semelhante ao "Hot Coffee" para o jogo Red Dead Redemption 2, da Rockstar, em fevereiro de 2020; ao contrário da versão de San Andreas, o mod é baseado na reutilização de modelos e recursos de animação, mas não reflete o conteúdo totalmente disponível no jogo conforme distribuído. O mod envolve o protagonista do jogo, Arthur Morgan, fazendo sexo com uma prostituta, embora nenhuma nudez seja mostrada. A Take-Two enviou uma carta de cease and desist para o modder, alegando que o mod violava os termos de uso do jogo, mas o modder argumentou que o mod "não ativa nada que estava anteriormente oculto pelos desenvolvedores e só usa animações / áudio que ainda são usados no jogo".
Em seu lançamento inicial, a versão para Windows da compilação Grand Theft Auto: The Trilogy – The Definitive Edition de 2021, que inclui San Andreas, foi retirada pela Rockstar em sua loja oficial, a Rockstar Games Launcher, no dia de seu lançamento, alegando que foi lançada com "arquivos incluídos acidentalmente" no jogo. Mineradores de dados descobriram que a versão ainda incluía o conteúdo que o mod "Hot Coffee" teria acessado.